# Shāndīz
Shāndīz (persiska: شاندیز) är en ort i Iran.   Den ligger i provinsen Khorasan, i den nordöstra delen av landet, 700 km öster om huvudstaden Teheran. Shāndīz ligger 1 384 meter över havet och antalet invånare är 6 402.
Terrängen runt Shāndīz är platt åt nordost, men åt sydväst är den kuperad.Runt Shāndīz är det ganska tätbefolkat, med 185 invånare per kvadratkilometer. Närmaste större samhälle är Ţorqabeh, 11,7 km sydost om Shāndīz. Trakten runt Shāndīz består i huvudsak av gräsmarker.